# Marie-Thérèse de Subligny
Marie-Thérèse de Subligny, död 1740, var en fransk balettdansare. 
Hon var engagerad vid Académie Royale de Musique i Paris mellan 1688 och 1707. 
Hon ersatte Mademoiselle De Lafontaine som prima ballerina och uppträdde främst i verk av Jean-Baptiste Lully och André Campra. Hon blev den första professionella ballerina som uppträdde i England under sitt besök där 1702. 
Hon kallades för en av balettens drottningar. 